# Rio Tinto (Paraíba)
Rio Tinto is een gemeente in de Braziliaanse deelstaat Paraíba. De gemeente telt 23.788 inwoners (schatting 2009).
De gemeente grenst aan Mamanguape, Baía da Traição, Santa Rita, Lucena, Marcação en de Atlantische Oceaan.